# Pemphigus yunnanensis
Pemphigus yunnanensis är en insektsart. Pemphigus yunnanensis ingår i släktet Pemphigus och familjen långrörsbladlöss. Inga underarter finns listade i Catalogue of Life.